# Gorgonia venusta
Gorgonia venusta är en korallart som beskrevs av James Dwight Dana 1846. Gorgonia venusta ingår i släktet Gorgonia och familjen Gorgoniidae. Inga underarter finns listade i Catalogue of Life.